# ルネ・ラコステ
ジャン・ルネ・ラコステ (Jean René Lacoste, 1904年7月2日 - 1996年10月12日）は、フランス・パリ10区出身の男子テニス選手。同僚のフランス人選手アンリ・コシェ、ジャン・ボロトラ、ジャック・ブルニョンと共にフランスの「四銃士 (Les Quatre Mousquetaires)」と呼ばれた。
グランドスラム優勝7回を果たした。1976年国際テニス殿堂入り。

## 経歴
彼は今日では、ワニのマークで有名な「ラコステ・ブランド」の創設者としてよく知られている 。
その粘り強いプレースタイルからつけられたニックネーム「ワニ」(The Alligator, または Crocodile) にちなんで友人が描いたワニの絵は、ラコステのトレードマークとなった。娘のカトリーヌ・ラコストはプロゴルファーであり、1967年全米女子オープンではアマチュア選手としての優勝者になった。
ラコステは15歳からテニスを始めたが、富裕な自動車製造業者であった父親から「テニスをするなら、世界チャンピオンになる目標を5年以内に達成しなさい」と言われたという。1923年からデビスカップフランス代表選手となり、コシェ、ボロトラ、ブルニョンに加わって「四銃士」の仲間入りをする。ラコステの4大大会初優勝は、1925年ウィンブルドン選手権であった。この年には全仏選手権 (現在の全仏オープン) でも初優勝を果たしている。この年から全仏選手権は国際大会となり、フランス人以外の選手にも出場資格が与えられるようになった (1924年以前の全仏優勝者の記録は、現在は公認の優勝記録に数えられない)。それからラコステは4大大会のシングルスで、全仏選手権3勝、ウィンブルドン選手権2勝、全米選手権 (現在の全米オープン) 2連覇を達成し、通算「7勝」を挙げた。しかし1929年の全仏選手権決勝で、同僚のジャン・ボロトラを6-3, 2-6, 6-0, 2-6, 8-6で破って3度目の優勝を成し遂げた後、ラコステは結核のため25歳で突然の引退をした。
引退から4年後に、ラコステはポロシャツのデザインに着手する。当時フランス最大のニット衣料品製造会社を経営していた実業家、アンドレ・ジレ（André Giller) の協力を得て、自分の種目であるテニスだけでなく、ゴルフやセーリングなど種々のスポーツ種目を対象にしたポロシャツのデザインを手がけた。ラコステの夫人となったシモーヌ・ティオン・ド・ラ・ショームが全英女子ゴルフ選手権の優勝者であったことから、ゴルフウェアも彼のライフワークとなった。1933年に創業した「ラコステ・ブランド」は、画期的なスポーツ・ウェアとして早くから高い評価を集め、世界のトップブランドに躍進した。
1974年、「四銃士」の物語がアメリカの映画監督リチャード・レスターにより映画化された。レスターは前年の1973年にデュマの小説『三銃士』の映画化を行い、それに続いて1920年代-1930年代前半に活躍した4人のフランス人テニス選手のドキュメンタリーも残したのである。
1976年、「四銃士」のメンバーたちは4人揃って国際テニス殿堂入りを果たす。4人とも長寿に恵まれたが、まずブルニョンが殿堂入りの2年後、1978年に83歳で亡くなり、コシェは1987年に86歳、ボロトラが1994年に96歳で死去した。最後に残されたラコステも1996年10月12日に92年の生涯を閉じた。ラコステのブランドは、今なおファッション業界で高い人気を維持している。

## 4大大会優勝
- 全仏選手権:3勝 (1925年、1927年、1929年)
- ウィンブルドン選手権:2勝 (1925年、1928年)
- 全米選手権:2勝 (1926-27年) [大会2連覇]

| 年     | 大会                 | 対戦相手         | 試合結果                 |
| ------ | -------------------- | ---------------- | ------------------------ |
| 1925年 | 全仏選手権           | ジャン・ボロトラ | 7-5, 6-1, 6-4            |
| 1925年 | ウィンブルドン選手権 | ジャン・ボロトラ | 6-3, 6-3, 4-6, 8-6       |
| 1926年 | 全米選手権           | ジャン・ボロトラ | 6-4, 6-0, 6-4            |
| 1927年 | 全仏選手権           | ビル・チルデン   | 6-4, 4-6, 5-7, 6-3, 11-9 |
| 1927年 | 全米選手権           | ビル・チルデン   | 11-9, 6-3, 11-9          |
| 1928年 | ウィンブルドン選手権 | アンリ・コシェ   | 6-1, 4-6, 6-4, 6-2       |
| 1929年 | 全仏選手権           | ジャン・ボロトラ | 6-3, 2-6, 6-0, 2-6, 8-6  |

## 脚註
1. ↑  日本では「クロコダイル」（Crocodile）という被服類の商標権者はラコステ社とは別の会社が保有しているため、ラコステ社は日本語公式サイトでは「ワニ」という表記のみを用いている。